# تل السلطان يعقوب
تل السلطان يعقوب موقع أثري على بعد 2.5 كم جنوب تل الساعاتية، على بعد كيلومتر واحد غرب حمارة في محافظة البقاع في لبنان. يعود تاريخه إلى العصر البرونزي على الأقل.  